# Cervonîi Iar, Zaporijjea
Cervonîi Iar (în ucraineană Червоний Яр) este un sat în comuna Vesele din raionul Zaporijjea, regiunea Zaporijjea, Ucraina.

## Demografie
Componența lingvistică a localității Cervonîi Iar
     Ucraineană (86,84%)
     Rusă (11,4%)
     Belarusă (1,75%)
Conform recensământului din 2001, majoritatea populației localității Cervonîi Iar era vorbitoare de ucraineană (86,84%), existând în minoritate și vorbitori de rusă (11,4%) și belarusă (1,75%).